# 似鳥沙也加
似鳥 沙也加（にとり さやか、1993年9月28日 - ）は、日本の女性タレント、グラビアアイドル、福岡県出身（滋賀県生まれ）。

## 略歴
Instagramには100万人以上のフォロワーがおり、インスタグラビアというハッシュタグを作った第一人者である。そのため、インスタグラビアの女王という肩書きが雑誌等で用いられている。
2016年12月にInstagramを開始。Instagramを続けていくにあたって「グラビアっぽい写真を載せることが楽しくなりグラビアっぽい写真をInstagramへ投稿を始めたところ、反響が大きくフォロワー増加に繋がった。
自撮りグラビアには強い拘りがあり、Instagramにも日々載せている。本人曰く「自分が主役でない、雰囲気のある写真」を撮りたいとの事。そのため、ラブホテルに一人で入室し撮影を行う機会が多く、空間や衣装にも反映されている。
2020年11月、映画監督の中村哲平が代表を務める芸能事務所『BASIC.』（ベーシック.）と業務提携していたが、現在は解消している。
2022年9月、1st写真集「Ribbon」を出版した。

## 人物
- 小学校低学年頃の転校を機に教室へ入れなくなり、徐々に引き籠るようになった[3]。学校では自習を行うための教室（保健室）に登校しており、中学時代もそれが続いた[8]。高校を中退してからは家族以外の人に会えず引きこもりになったため、学校行事などとは一切無縁の生活だった。
- インタビューの際はよく、喋るのが苦手だと語っている。話したい気持ちがあるのに、話すのが緊張して上手くできないとのこと。
- 前述のようにInstagramの投稿から被写体仕事が増えたこと、もともとテレビなど芸能仕事に興味が薄かったことから、グラビア好きという意識はあるものの、2024年時点でも芸能人という意識はないという[9]。
- 年単位のスパンで体型管理の方法を試している[9]。
- 「イヒヒ匕ヒ」と独特な笑い方をする。

### フリーター時代
高校中退後、上京するまではアルバイトをしていた。

### 音楽
- 小学1年生の時からモーニング娘。を含めたハロー!プロジェクトのファンで、近年ではJuice=Juiceの宮本佳林のファンであったことを語っている。
- 10代の頃からUVERworldのファンである。グラビア活動前はよくライブにも足を運んでおり、「ライブに行った後、誰かに思いを共有したい」[11]といったきっかけで自身のInstagramを開設した。

### 漫画
福本伸行の『アカギ 〜闇に降り立った天才〜』、森川ジョージの『はじめの一歩』、森恒二の『ホーリーランド』が愛読書。

### スポーツ
- サッカーファンであることを公言していて、Jリーグチームの中では浦和レッズのことを家族ぐるみで応援しており[12][13]、時間がある時はDAZNでよくサッカー観戦している[14]。サッカー好きになったきっかけは元々、自分の母親がサッカーファンで阿部勇樹選手のファンだった、似鳥自身はワシントン選手のファンだった[15]。
- テニス観戦も趣味であり、ラファエル・ナダルファンである。

## 出演

### テレビバラエティ
- 映えRun（2020年3月28日、読売テレビ）[16]
- あの人が「いいね」した一般人（2020年3月31日、テレビ朝日）[17]
- 辻敬太のハピジャパ（2020年9月27日、KBS京都）[18]
- ズンズン!!ニトリ（2020年9月21日 - 終了時期不明、TOKYO MX） - メインMC[19][20]
- おぎやはぎのハピキャン 〜キャンプはじめてみました〜 （2020年12月、メ〜テレ）[21]
- 福岡ゲンジン（2021年11月19日、福岡放送）

### WEB番組
- エースコック スーパーカップMAX CM企画（2019年9月、YouTubeチャンネル）[22]
- ゴー☆ジャス動画@GameMarket（2020年3月 - 、YouTubeチャンネル）[23]
- ウイニングイレブン2021SEASON UPDATEオンライン国際交流戦（2020年10月、YouTubeチャンネル）[24]

### CM
- スーパーカップ MAX 「麺は番手が一番やで編」「麺は番手が命やで　焼きそば編」（2019年9月、エースコック）[25][26]

### ゲーム
- ポルト・ミラージュ「SSRサヤカ」（2020年11月、PC・スマートフォン オンラインブラウザゲーム、モビディック）[27]
- eBASEBALLプロ野球スピリッツ2021 グランドスラム（2021年7月、コナミ）- スポーツショップ店員・似鳥沙也加 役[28]

### 舞台
- 誰かも知らない。（2022年4月13日 - 17日、シアター・アルファ東京） - 五十嵐来里 役[29][30]

### 音声配信
- よゐこ有野のノーギャラジオ（2022年10月17日、2023年11月6日、Radiotalk）[31]

## 出版

### 写真集
- モアグラフィ-moregraphy-（2017年12月24日、モアグラフィ製作委員会、撮影：NEW163 ）
- パンツ専門ポーズ集 パンツが大好きだから、大至急パンツを描きたい!（2018年4月7日、玄光社、撮影：サイトウ零央）ISBN 978-4768309056[32]
- Girls（2018年7月16日、自主製作、ニトリショップ著）
- 似鳥沙也加が好きだから大至急リターンオブ綿パンツ尻！（2018年7月16日、PPエンタープライズ、ニトリショップ著）
- 僕だけの似鳥沙也加（2019年7月15日、Par la magie 、ニトリショップ著）ISBN 978-4910338002
- 鏡花水月（2019年、自主製作、ニトリショップ著）
- 【月間似鳥沙也加】2019年10月号（2019年10月1日、Par la magie）ニトリショップ著
- 【月間似鳥沙也加】2019年11月号（2019年11月1日、Par la magie）ニトリショップ著
- 【月間似鳥沙也加】2019年12月号（2020年12月1日、Par la magie）ニトリショップ著
- 【月間似鳥沙也加】2020年1月号（2020年1月1日、Par la magie）ニトリショップ著
- 【月間似鳥沙也加】2020年2月号（2020年2月1日、Par la magie）ニトリショップ著
- 【月間似鳥沙也加】2020年3月号（2020年3月1日、Par la magie）ニトリショップ著
- 【月間似鳥沙也加】2020年4月号（2020年4月1日、Par la magie）ニトリショップ著
- 【月間似鳥沙也加】2020年5月号（2020年5月1日、Par la magie）ニトリショップ著
- 【月間似鳥沙也加】2020年6月号（2020年6月1日、Par la magie）ニトリショップ著
- 【月間似鳥沙也加】2020年7月号（2020年7月1日、Par la magie）ニトリショップ著
- 【月間似鳥沙也加】2020年8月号（2020年8月26日、Par la magie）ニトリショップ著
- 【月間似鳥沙也加】2020年9月号（2020年8月31日、Par la magie）ニトリショップ著
- Ribbon（2022年9月28日、KADOKAWA、撮影：西條彰仁）ISBN 978-4048974622[33]
- Colon（2024年7月30日、KADOKAWA、撮影：西條彰仁）ISBN 978-4048977371 [34]
- 『似鳥沙也加-MADE IN JAPAN- 豪華特装版 no.3（ナンバースリー）』（2025年2月、KADOKAWA）[35]

### デジタル写真集
- インスタ映えGカップ ヤンマガデジタル写真集（2018年9月14日、講談社、撮影：桑島智輝）[36]
- インスタグラビアを超えて～湯煙編～ 週プレPHOTO BOOK（2019年2月8日、集英社、撮影：三瓶康友）[37]
- とろける泡、泡、泡――。 ヤングチャンピオンデジグラ（2019年3月1日、秋田書店）
- Princesses'Dream 週プレ PHOTO BOOK（2019年8月19日、集英社、撮影：LUCKMAN、カノウリョウマ）共演：えなこ[38]
- 夏休み観察日記 YJ PHOTO BOOK（2019年8月22日、集英社、撮影：桑島智輝）共演：えなこ[39]
- Attractive Bird ハレム グラビア（2019年10月29日、白泉社、撮影：唐木貴央）[40]
- Lucid Dream ヤングガンガンデジタル限定写真集（2020年5月1日、スクウェア・エニックス、撮影：カノウリョウマ）[41]
- Squeeze! YJ PHOTO BOOK（2020年6月18日、集英社、撮影：桑島智輝）[42]
- creamy. ハレム フェチグラビア（2020年6月29日、白泉社、撮影：青山裕企）[43]
- スク水カーニバル in 例のプール 週プレPHOTO BOOK（2020年7月3日、集英社、撮影：小塚毅之）[44]
- 『美』のある風景 YJ PHOTO BOOK（2020年10月1日、集英社、撮影：LUCKMAN）[45]
- ヤバい女…!? ヤングチャンピオンデジグラ（2020年10月1日、秋田書店）
- CRIMSON NIGHT 週プレ PHOTO BOOK（2020年10月26日、集英社、撮影：カノウリョウマ）[46]
- ALL DAY, HALLOWEEN TIME. 週プレ PHOTO BOOK（2020年10月26日、集英社、撮影：LUCKMAN、カノウリョウマ）共演：えなこ、篠崎こころ、つんこ、宮本彩希、よきゅーん、吉田早希 [47]
- ニドミサヤカ 漫画アクションデジタル写真集（2020年12月1日、双葉社、撮影：LUCKMAN）[48]
- 最高の彼女 EX大衆デジタル写真集:8（2021年1月15日、双葉社、撮影：LUCKMAN）[49]
- ヤバい女リターンズ～GO TO 温泉旅行篇～ ヤングチャンピオンデジグラ（2021年2月1日、秋田書店）
- Origin 週プレ PHOTO BOOK（2021年2月8日、集英社、撮影：彦坂栄治）[50]
- いつでも どこでも STRiKE! DIGITAL PHOTOBOOK 001（2021年6月4日、主婦の友社）[51]
- PURE TSUTAYA オリジナル・フォトブック（2021年8月31日、徳間書店）
- 夜に秘める 漫画アクションデジタル写真集（2022年3月15日、双葉社、撮影：Takeo Dec.）[52]
- 夜に身を任せて 前編・後編 FLASHデジタル写真集（2022年5月24日、光文社、撮影：倉本ゴリ）
- 夏の幻、夢うつつ ハレム フェチグラビア（2022年7月29日、白泉社、撮影：中山雅文）[53]
- vs.本能 YK PHOTO ALBUM（2022年8月8日、少年画報社、撮影：satoru）[54]
- デュエットリリィ YK PHOTO ALBUM（2022年8月8日、少年画報社、撮影：satoru）共演：篠崎こころ[55]
- 蝶々結び 【オールアザー版】（2022年11月28日、KADOKAWA）[56]
- ハイドアウト～森は緑、華はきみ～ デジタルブルグラ（2023年1月4日、少年画報社、撮影：LUCKMAN）[57]
- Luna 【オールアザー版】（2023年3月31日、KADOKAWA）[58]

### カレンダー
- 似鳥沙也加 2020年カレンダー（2019年10月18日、トライエックス）[59]
- 似鳥沙也加カレンダー 2023.4-2024.3（2023年3月31日、KADOKAWA）[60]

## インタビュー記事
- 東京ボナパルト PALLADIUM MAGAZINE　似鳥沙也加[61]
- 似鳥沙也加さんのGカップ銭湯グラビア　福岡の天然真珠、発見される - KAI-YOU.net 2017年12月3日[62]
- 福岡出身の“インスタ女王”似鳥沙也加、“生っぽさ”を追求したグラビアで人気急上昇！今後は「一個一個、全部チャレンジ」 - ザテレビジョン 2019年12月13日[10]
- インスタ女王・似鳥沙也加に聞く、今なぜグラビアをSNSで発信するのか？「自分が何者かわからないから」 - ウォーカープラス 2020年1月12日[63]
- 【似鳥沙也加 】#インスタグラビアの伝道師 - Influence(インフルエンス)[64]
- “インスタグラビア”話題の似鳥沙也加「1人でラブホテルに…」こだわりの撮影法・引きこもりだった過去―知られざる素顔に迫る＜インタビュー＞ - モデルプレス 2020年8月17日[6]
- 似鳥沙也加「覗かれている感じが自分がムラムラして好きです」 - EXweb 2020年9月1日[65]